# Accelerazione tridimensionale
Per accelerazione tridimensionale si indicano in campo informatico tutte le tecniche hardware e/o software atte a velocizzare la rappresentazione grafica tridimensionale.
In ambito software si indicano tutti gli algoritmi che ottimizzano il calcolo delle scene e la loro rappresentazione. Da anni gli algoritmi di calcolo non ricevono miglioramenti significativi e da quel punto di vista non si ritiene che ci siano molti margini di miglioramento.
Dal punto di vista hardware l'accelerazione tridimensionale si è ottenuta implementando in hardware le pipeline grafiche. Tutte le moderne schede grafiche integrano al loro interno una Graphics Processing Unit dotata di alcune pipeline grafiche. Mentre le prime unità di calcolo erano molto limitate e quindi potevano accelerare le operazioni grafiche solo in alcuni casi (alcuni tipi di grafica e solo alcune risoluzioni) le moderne schede grafiche integrano delle unità di calcolo programmabili che quindi permettono di accelerare praticamente tutti i tipi di grafica tridimensionale. 